# Comissura anterior

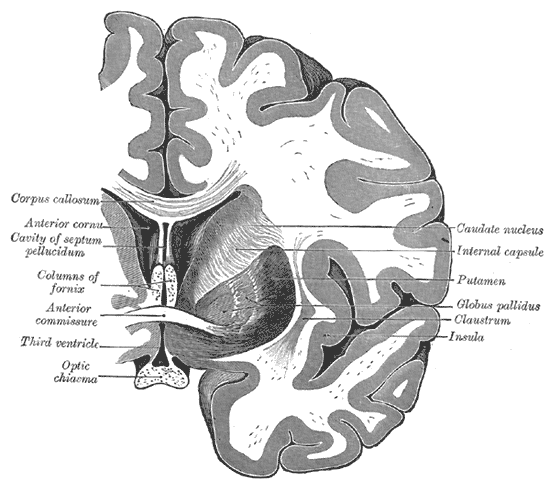
Comissura anterior

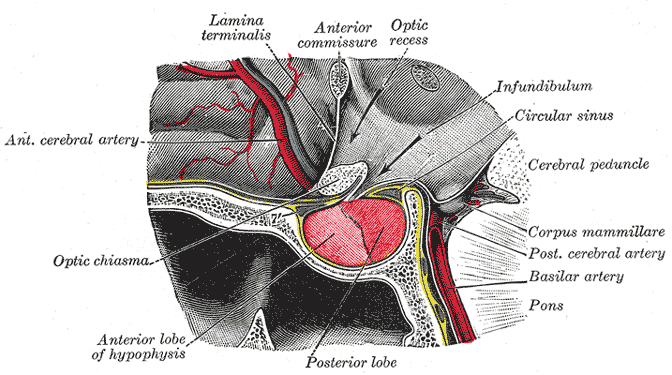
Hipófise e comissura anterior

A comissura anterior é um conjunto de fibras que conectam os dois hemisférios cerebrais através da linha média. Em uma seção sagital apresenta um formato oval, possuindo um longo diâmetro vertical que mede cerca de 5mm.